# Charlie Brown (Coldplay)
Charlie Brown è un singolo del gruppo musicale britannico Coldplay, pubblicato il 3 febbraio 2012 come terzo estratto dal quinto album in studio Mylo Xyloto.

## Descrizione
Da quanto affermato dal gruppo, Charlie Brown è stato il primo brano ad essere stato composto per l'album (sotto il titolo di lavorazione LP5). Il titolo fa riferimento all'omonimo personaggio principale dei fumetti Peanuts.

## Video musicale
Il video, diretto da Mat Whitecross, mostra il gruppo eseguire il brano in un pub statunitense. Alle riprese ha partecipato anche l'attrice britannica Antonia Thomas.

## Tracce
Download digitale
1. Charlie Brown – 4:45

CD promozionale
1. Charlie Brown (Radio Edit) – 3:46
2. Charlie Brown (Album Version) – 4:45
3. Charlie Brown (Instrumental) – 4:45

## Formazione
Gruppo
- Chris Martin – voce, chitarra acustica
- Jonny Buckland – chitarra elettrica
- Guy Berryman – basso
- Will Champion – batteria

Altri musicisti
- Brian Eno – effetti sonori, composizione aggiuntiva
- Jon Hopkins – effetti sonori

## Classifiche
| Classifica (2011-24)             | Posizione massima |
| -------------------------------- | ----------------- |
| Belgio (Fiandre)                 | 2                 |
| Belgio (Vallonia)                | 2                 |
| Francia                          | 148               |
| Irlanda                          | 29                |
| Italia                           | 29                |
| Paesi Bassi                      | 51                |
| Portogallo                       | 149               |
| Regno Unito                      | 20                |
| Singapore                        | 22                |
| Stati Uniti                      | 110               |
| Stati Uniti (alternative)        | 15                |
| Stati Uniti (rock & alternative) | 23                |
| Ungheria                         | 11                |